# Evento di Ch'ing-yang
Con l'espressione evento di Ch'ing-yang, talvolta citato anche come pioggia di meteore di Ch'ing-yang, ci si riferisce a una presunta pioggia di meteore avvenuta sulla città cinese di Qingyang (庆阳S, QìngyángP), allora nella provincia dello Shaanxi e oggi in quella del Gansu, nel marzo o aprile del 1490. La pioggia di meteore, che secondo i resoconti storici avrebbe provocato oltre 10 000 morti, potrebbe essere stata il risultato della disintegrazione a mezz'aria di una meteora poco dopo la sua entrata nell'atmosfera terrestre.
Nello stesso anno, gli astronomi asiatici scoprirono casualmente la cometa C/1490 Y1, oggi considerata un possibile progenitore dello sciame meteorico delle Quadrantidi.

## Pioggia di meteore
Almeno una decina di documenti storici cinesi giunti sino a noi descrivono l'evento come una pioggia di rocce e in uno di essi si può leggere espressamente "le pietre sono cadute come la pioggia". In tali documenti, le stime delle vittime vanno da più di diecimila persone a diverse decine di migliaia. Un resoconto dell'evento si trova anche nell'opera Storia dei Ming (明史S, Míng shǐP), uno dei classici della storiografia cinese redatto nel 1739, dove però il numero delle vittime è omesso, cosa, quest'ultima, che ha fatto sorgere in diversi storici odierni alcuni dubbi sulla reale portata dell'evento mentre, secondo altri, tale omissione sarebbe dovuta alla volontà dell'autore di ridimensionare l'evento per non far ritenere che la dinastia Ming fosse malvoluta dal Cielo, dato che l'evento fu da molti contemporanei considerato un castigo divino. Di fatto, la Storia dei Ming riferisce solamente di una pioggia di innumerevoli pietre grandi al massimo quanto "uova di anatra", accaduta durante il terzo mese lunare del 1490, vale a dire in una data che va dal 21 marzo al 19 aprile di quell'anno.
A causa della scarsità di informazioni sufficientemente dettagliate e della mancanza di ritrovamenti di meteoriti residui o di altre prove fisiche, i moderni ricercatori non sono finora stati in grado di identificare in maniera definitiva l'esatta natura dell'evento, e diversi studiosi hanno avanzato l'ipotesi che possa essersi trattata anche di una intensa ed eccezionale grandinata, adducendo il fatto che l'area coinvolta, come descritta nelle fonti, sarebbe troppo piccola per potersi trattare di una realistica area di dispersione. Tuttavia, Kevin Yau, del Jet Propulsion Laboratory, ha fatto notare come l'evento di Ch'ing-yang abbia delle somiglianze con l'evento di Tunguska del 1908, che diede luogo a un'esplosione di potenza stimata tra i 10 e i 30 megatoni (più di 1 000 volte più potente della bomba atomica esplosa ad Hiroshima) nella troposfera medio superiore (a 5-10 km sopra la superficie). Anche in quel caso, infatti, nessun meteorite raggiunse il suolo e non sono state ritrovate tracce di alcun cratere da impatto, tuttavia gli effetti dell'onda d'urto dell'esplosione furono ben visibili sulle foreste siberiane, interessando un'area di circa 40 km di diametro, e, se il tutto si fosse verificato sopra una zona densamente popolata, sicuramente le vittime sarebbero state migliaia. Per quanto riguarda l'espressione "pioggia di pietre" e la piccola dimensione dei frammenti caduti al suolo, grandi al massimo come "uova di anatra" (come riportato nella Storia di Ming, mentre altre fonti parlano di un peso che va da 1 a 1,5 kg), che potrebbero in effetti far ritenere con maggior sicurezza che si fosse trattato di un eccezionale evento meteorologico, va comunque ricordato che nella storia moderna ci sono stati almeno due eventi, ossia la meteora di Pultusk del 30 gennaio 1868 e la meteora di Holbrook del 19 luglio 1912, in cui il bolide si disintegrò producendo migliaia di piccoli frammenti, nei casi citati rispettivamente circa 180 000 e circa 14 000, ed è quindi possibile che tali espressioni siano state utilizzate per descrivere comunque una pioggia meteorica.

## Cometa coincidente
In un articolo del 2007 alcuni astronomi hanno stabilito che lo sciame meteorico delle Quadrantidi, visibile ogni anno nel mese di gennaio, potrebbe aver avuto origine dalla disintegrazione della cometa periodica C/1490 Y1, avvenuta circa un secolo dopo il primo avvistamento della cometa, effettuato nel 1490 da parte di astronomi cinesi, giapponesi e coreani. È stata suggerita anche una connessione con l'asteroide (196256) 2003 EH1, che sarebbe quindi una cometa estinta, ossia quanto rimane oggi di C/1490 Y1. Tuttavia, secondo altri studiosi, la grande differenza tra la tempistica degli sciami meteoritici visibili in gennaio e l'evento di Ch'ing-yang del 1490 che, come detto, si sarebbe verificato tra il marzo e l'aprile di quell'anno, rende improbabile una relazione tra la cometa e tale evento.